# Emil Paur

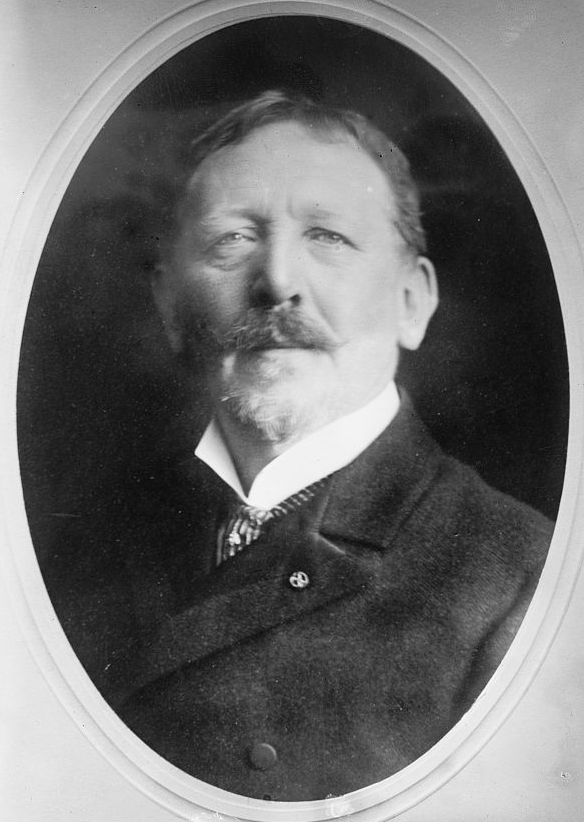
Emil Paur

Emil Paur (* 29. August 1855 in Czernowitz; † 7. Juni 1932 in Frýdek-Místek) war ein österreichischer Dirigent und Komponist.

## Leben
Emil Paur, der ein hervorragender Geiger und Pianist war, studierte zeitgleich mit Arthur Nikisch und Felix Mottl Dirigieren am Wiener Konservatorium. Er wurde dann Chefdirigent des Staatstheaters Kassel und des Stadttheaters Königsberg. Dort dirigierte er am 26. Oktober 1879 die deutsche Erstaufführung der „Carmen“ unter der Regie von Max Staegemann; mit ihr begann der weltweite Siegeszug von Bizets Oper.
Nach einigen Jahren am Nationaltheater Mannheim ging er 1889 als Nikischs Nachfolger an das Neue Theater in Leipzig. 1893 wurde er Chefdirigent des Boston Symphony Orchestra, von dem er sich nach fünf Spielzeiten wegen zunehmender Unstimmigkeiten trennte. Von 1898 bis 1902 leitete er die New Yorker Philharmoniker. Zudem wurde er 1899 als Nachfolger von Antonín Dvořák Direktor des New Yorker National Conservatory of Music of America. 1901/02 unternahm er mit dem eigenen Paur Symphony Orchestra eine Tournee durch die USA.
Nach einem kurzen Europaaufenthalt leitete Paur als Nachfolger von Victor Herbert das Pittsburgh Symphony Orchestra. Nach seiner Rückkehr nach Deutschland 1910 wirkte er als Operndirigent in Berlin.
Paur komponierte neben kammermusikalischen Werken und einem Klavierkonzert u. a. die Sinfonie In der Natur. Er war mit der Pianistin Marie Bürger verheiratet. Auch sein Sohn Kurt Paur wurde als Pianist bekannt.